# Roberto Alves
Roberto Emanuel Oliveira Alves (* 8. Juni 1997 in Wetzikon ZH) ist ein schweizerisch-portugiesischer Fussballspieler.

## Karriere

### Verein
Alves begann seine Juniorenkarriere im zürcherischen Gossau, spielte beim FC Hinwil und wechselte schliesslich in den Nachwuchs der Grasshoppers. 2015 wurde er in die zweite Mannschaft befördert. Von 2017 bis 2018 spielte Alves leihweise eine Saison beim FC Wil. Anschliessend spielte er leihweise eine halbe Saison beim FC Winterthur und in der ersten Mannschaft der Grasshoppers. Im Frühjahr 2020 wechselte Alves fix zum FC Winterthur. Er unterschrieb einen Vertrag bis zum Sommer 2022. Im Sommer 2022 wechselte Alves zum polnischen Erstliga-Club Radomiak Radom.

### Nationalmannschaft
Alves spielte von der U-16 bis zur U-20 in allen Nachwuchsauswahlen des Schweizerischen Fussballverbandes.